# Discodans

Ikonisk bild av discodans.

Discodans (Engelska: Disco Dance) är en dansstil som utvecklades i discokulturen på 1970-talet. Dansen utförs i högt tempo med mycket dynamik mellan mjuka och hårda rörelser. Discomusiken är fartfylld och beroende på vilken nivå man tävlar i varierar tempot mellan 128 bpm- 140 bpm.  Discodans är en av Sveriges mest populära dansgenrer med 600-800 deltagande på svenska mastertävlingar. Dansstilen har utrymme för fri tolkning och personlig stil och influeras ofta av aktuella trender.
Discodans kan dansas som solo, duo grupp och i formation. Discodans delas internationellt upp i två grenar: Disco Dance och Disco Freestyle. Inom Disco Freestyle tillåts akrobatik (såsom volter och hjulningar).

## Tävling
Vid danstävlingar tävlar man i klasserna Brons, Silver, Guld, Star, Superstar och Champion. I alla klasser ingår solo (enskild dansare), duo (två personer), grupp (tre till sju personer) och formation (åtta till 24 personer). För att komma upp i olika klasser behöver utövaren samla prickar; prickar delas ut beroende på hur bra utövaren presterat i tävlingar och kan variera efter hur många som tävlar den dagen och i den klassen. 
Exempelvis: i Bronsklass med 60 deltagare får de som blivit rankade ca 1-12 en prick. Det krävs fler prickar för bytet mellan nivåerna ju högre upp man kommer, enligt följande:
- För att avancera från Bronsklass till Silverklass behövs 2 prickar
- Från Silverklass till Guldklass behövs 2 prickar
- Från Guldklass till Starklass behövs 3 prickar
- Från Starklass till Superstarklass behövs 4 prickar
- Från Superstarklass till Championklass behövs 5 prickar

För varje ny klass ändras reglerna och snabbare musik används. I Bronsklass för utövaren inte ha glitter på sig, och bakåtsparkar får inte göras innan utövaren nått Superstarklass. Discodans delas också in efter ålder. De olika åldersklasserna är:
- Mini kids (- 7 år)
- Barn 1 (8 år)
- Barn 2 (9 år)
- Barn 3 (10 år)
- Barn 4 (11 år)
- Junior 1 (12 år)
- Junior 2 (13 år)
- Junior 3 (14 år)
- Junior 4 (15 år)
- Ungdom (16-17 år)
- Vuxna (18-30 år)
- Vuxna 2 (30+)

Vid duo-tävlingar dansar oftast två tjejer eller tjej och kille ihop. Vid tävlingar i duo, grupp eller formation bedöms inte bara kvalitén på dansen, utan också hur väl synkroniseringen är mellan dansarna..

## World Cup/World Championship
World Cup och World Championship i Discodans arrangeras av flera olika organisationer.
- IDO (International Dance Organization)[4][5]
- WDC (World Dance Council)[6][7]
- WDSF (World Dance Sport Federation)[8]

Då Svenska Danssportsförbundet är medlem i WDSF räknas deras World Championship som det officiella världsmästerskapet i dans för svenska tävlande.

## Svenska Mästerskapen
Svenska Mästerskapen i alla dansstilar sanktioneras av Swedish Dance League.